# Joaquín Moreno Pedrosa
Joaquín Moreno Pedrosa (Sevilla, 1979) es un profesor universitario, filólogo, ensayista y poeta español.

## Biografía
Doctorado en Filología Hispánica por la Universidad de Sevilla, es profesor en la universidad hispalense de Teoría de la Literatura. Como ensayista es autor de un estudio sobre la poética de Antonio Carvajal; como escritor lo es del poemario Desde otro tiempo (Cuadernos de Poesía Númenor, 2002) y Largo viaje, Premio Adonais de poesía en 2013; los dos accésits de esta edición fueron para Juan Meseguer por Áspera Nada y Lutgardo García por La viña perdida.
Largo viaje es un poemario dividido en tres partes que descubren otras tantas edades del autor. El jurado destacó en la obra « ... la perfección formal y la claridad en el modo de evocar la infancia y la amistad, sirviéndose de endecasílabos y alejandrinos blancos poderosamente visuales». El libro fue publicado por la editorial Rialp en 2014 con prólogo del también poeta José Julio Cabanillas.